# Arístees d'Afrodísia
Arístees d'Afrodísia (en llatí Aristeas, en grec antic Αριστέας) era un escultor grec de Xipre que juntament amb Pàpies d'Afrodísia va fer dues estàtues de centaures en marbre gris, trobades a la vil·la Adriana a Tívoli el 1746, i que porten una inscripció que diu ΑΡΙΣΤΕΑΣ ΚΑΙ ΠΑΠΙΑΣ ΑΦΡΟΔΙΣΙΕΙΣ.
L'estil de les estàtues és bo, i es creu que van ser fetes en temps d'Hadrià. Alguns experts les consideren de fet còpies dels originals, ja que s'han descobert altres estàtues de centaures molt semblants i amb un estil millor.